# Tygüi
Las tygüi o tiguyes (en singular: gui, o güi) eran las esposas de los hombres muiscas antes de la conquista española.
En todas las capas de la sociedad muisca era común la poligamia. Un hombre podía tener el número de tygüi que fuera capaz de sustentar, por lo que los gobernantes muiscas eran los que más esposas podían tener, aunque siempre había una primera consorte, conocida como gui chyty, o güi chyty (en muysccubun, literalmente: "primera esposa"), que tenía prelación sobre las demás.
El Zipa o el Zaque podían llegar a tener hasta 300 tygüi, sin contar con las criadas dispuestas para su servicio y el de sus consortes (el Zipa Tisquesusa llegó a tener 400 tygüi).  Un cacique común raramente llegaba a tener 100 y, por lo general, los hombres de posición acomodada contaban con un mínimo de 20 y un máximo de 50 tygüi, mientras que los más pobres solo alcanzaban a tener 2 o 3.
Los delitos de los caciques podían ser castigados por sus tygüi mediante azotes. El cronista Lucas Fernández de Piedrahíta refiere que en cierta ocasión, encontrándose Gonzalo Jiménez de Quesada en el poblado de Suesca, fue una mañana a visitar al cacique, y se encontró con que sus tygüi lo estaban amarrando, a pesar de las súplicas del cacique, y que luego cada una, por turno, le dio varios azotes. Al averiguar por la causa, las mujeres dijeron a los españoles que su esposo se había emborrachado durante la noche anterior.

## El matrimonio entre los muiscas
Antes del matrimonio existía total libertad sexual, de modo que, al llegar el matrimonio, la virginidad en las mujeres era considerada una verdadera desgracia. En algunos casos, incluso, el hecho de que se descubriera que la recién casada fuera virgen era motivo para que su pareja la aborreciera y quedara anulado el matrimonio. Esto debido a que, para los muiscas, el hecho de que una mujer llegara virgen al matrimonio era señal de que era tan poco interesante que nadie había hecho caso de ella.
Solo el Zipa, el Zaque y algunos uzaques (nobles muiscas) podían elegir libremente a la mujer que quisieran como güi (esposa). Cuando el Zipa, el Zaque, o alguno de los uzaques pedían una doncella a sus padres, éstos la se la llevaban de inmediato, considerando el hecho como un gran honor para su familia. Durante algunos días, la recién llegada debía andar completamente desnuda y trabajar en el servicio de la casa, hasta que el esposo decidiera acostarse con ella. A partir de ese momento, podía vestirse y ser admitida como una de sus tygüi.
Se imponían altísimas multas en tributos a las familias de las tygüi que cometieran alguna falta, si el esposo era el Zipa, el Zaque o algún uzaque o cacique de importancia. Por otra parte, el Zipa y el Zaque raramente escogían a mujeres que no pertenecieran a la nobleza de los uzaques. El cacique de Guatavita imponía penas más severas, siendo que si un hombre se atrevía a mirar a una de las tygüi del cacique, debía ser ejecutado inmediatamente, así como la mujer a la que había mirado.
Para los hombres del común, las reglas eran diferentes. El hombre que quisiera solicitar a una mujer como su güi, debía, en primer lugar, enviar una manta de algodón a los padres de la muchacha. Si a los ocho días no se la habían devuelto, enviaba más mantas. Si el pretendiente era aceptado por los padres de la mujer, debía ir una noche a sentarse ante la puerta de la casa de la pretendida, haciendo saber discretamente su presencia. Un momento después, salía la muchacha y le ofrecía al hombre una totuma de chicha, de la cual ella bebía primero. Durante la ceremonia matrimonial, que era presidida por un chyquy (sacerdote muisca), los novios entrelazaban sus brazos. El chyqhy preguntaba a la novia si prefería a Bochica antes que a sí misma, y que si se abstendría de comer si su marido estuviera hambriento, y respondiendo ella positivamente, el esposo debía decir en voz alta que quería a aquella mujer como güi, con lo cual finalizaba la ceremonia.

## El papel de la güi chyty
La güi chyty (primera consorte) tenía plena autoridad dentro del hogar y sobre los criados. Además, tenía el derecho de estipular que, en caso de morir primero que su esposo, este debería guardar continencia por un período de hasta cinco años. Por esta razón, cuando un hombre veía que su esposa caía enferma, se esmeraba por atenderla con toda clase de cuidados para ganarse su favor y evitar que le impusiera una continencia muy prolongada. En caso de que la güi chyty efectivamente muriera, pasaba a ocupar su lugar la güi que le siguiera en antigüedad.